# Öron-, näs- och halssjukdomar

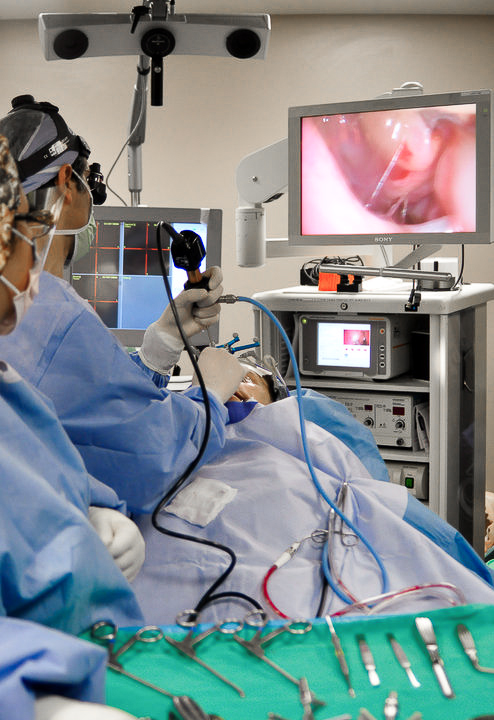
Öron-, näs- och halssjukdomar

ÖNH omdirigerar hit. Förkortningen kan även syfta på Överklagandenämnden för högskolan.
Öron-, näs- och halssjukdomar (ÖNH) eller otorhinolaryngologi är en opererande medicinsk specialitet inom sjukdomar i öron-, näsa- och halsområdet samt huvud- och halskirurgi. En ÖNH-läkare tar hand om patienter med sjukdomar i nämnda organ, ofta efter remiss från distriktsläkare.
Exempel på vanliga tillstånd för ÖNH:
- Barn med återkommande öroninflammationer eller nedsatt hörsel på grund av vätska bakom trumhinnorna och som får rör inopererade i trumhinnorna.
- Barn med förstorad körtel bakom näsan (adenoid) som snarkar kraftigt och har påverkad sömnkvalitet på grund av detta och som får adenoiden bortopererad i narkos.
- Barn, ungdomar och unga vuxna med förstorade tonsiller som ger besvär med snarkningar och andningsuppehåll under sömn och som får tonsillerna helt eller delvis bortopererade.
- Svåra halsinfektioner som kräver kirurgisk åtgärd med till exempel tömning av abscesser (varsamlingar).
- Svåra näsblödningar som inte distriktsläkaren får stopp på.
- Vissa patienter med vertigo ("karusellyrsel").
- Patienter med nedsatt hörsel.
- Patienter med besvärande nästäppa, till exempel på grund av näspolyper.
- Patienter med heshet och röstproblem.
- Patienter med tumörer inom ÖNH-området är en liten grupp som behöver en relativt stor del av ÖNH-klinikens (och andra klinikers) resurser.

Näraliggande medicinska specialiteter är audiologi, som har att göra med hörsel (hörselskador) och balanssinne (yrsel), samt foniatri, som har med rösten, sväljning med mera att göra. Dessa specialiteter återfinns ofta på en ÖNH-mottagning.

## Historia

### I Sverige
Specialiteten öron-, näs- och halssjukdomar har funnits i Sverige sedan 1907, vilket var året Svensk förening för öron-, näs- och halssjukdomar, huvud- och halskirurgi bildades och året som öronkliniken vid Serafimerlasarettet öppnades. Kirurgiska ingrepp i öronområdet var dock vanliga redan under 1700-talet och beskrivs i bland annat Olof af Acrels Chirurgiska Händelser (1759). En operation av Danmarks livmedikus Johann Just von Berger utförd 1791 komplicerades av hjärnhinneinflammation, varvid von Berger avled. Öronoperationer hamnade därefter i vanrykte och återupptogs först under 1850-talet. De första utpräglade öronläkarna verkade vid sekelskiftet 1900 och de flesta av dem hade skolats i Wien. Algot Key-Åberg öppnade egen öronmottagning i Stockholm 1890 och Alfred Rundström bedrev öronmottagning vid Serafimerlasarettet mellan 1896 och 1899, innan han emigrerade till Chicago. Emil Stangenberg blev den första att disputera inom området när han 1885 försvarade en avhandling om dövhet hos barn. År 1901 Erhöll Stangenberg ett stipendium för att bedriva undervisning inom öron-, näs- och halssjukdomar. Öronkursen blev obligatorisk 1907 och utbildningen av svenska läkarstudenter inom ämnesområdet bedrevs uteslutande på Serafimerlasarettet fram till 1925. Öronläkarna vid Serafimerlasarettet hade bildat en intresseförening 1905 som två år senare upptogs som delförening i Svenska Läkaresällskapet. Initialt var specialiteten huvudsakligen fokuserad på just öron, men under det tidiga 1900-talet ökade intresset för sjukdomar i näsa och larynx.